# 李鳳山
李鳳山（1950年4月22日—），祖籍河北，生於基隆，臺灣武術家及氣功師，1989年創辦梅門氣功流派以及平甩功。
1987年陳履安擔任國科會主委時，曾邀請李鳳山參與國科會氣功科學實驗，擔任實驗指導，與台大前校長李嗣涔共同發展氣功、特異功能方面的研究。